# Habrodera
Habrodera is een geslacht van kevers uit de familie van de loopkevers (Carabidae). De wetenschappelijke naam van het geslacht is voor het eerst geldig gepubliceerd in 1862 door Motschulsky.

## Soorten
Het geslacht Habrodera omvat de volgende soorten:
- Habrodera capensis (Linnaeus, 1764)
- Habrodera leucoptera (Dejean, 1831)
- Habrodera nilotica (Dejean, 1825)
- Habrodera nitidula (Dejean, 1825)
- Habrodera owas (Bates, 1878)
- Habrodera truncatilabris (Fairmaire, 1897)